# Dramatic Theme
Dramatic Theme è la canzone finale dell'album Soundtrack from the Film More della rock band inglese Pink Floyd, colonna sonora del film More - Di più, ancora di più del 1969.

## Struttura
Si tratta di un altro breve pezzo strumentale composto da Roger Waters, Richard Wright, David Gilmour e Nick Mason. Il brano è come una reprise di Main Theme, con la solita sezione ritmica Batteria - Basso, l'unica differenza è la lunghezza e la melodia, affidata alla chitarra elettrica, anziché all'organo.

## Formazione
- David Gilmour: Chitarra elettrica.
- Roger Waters: Basso.
- Richard Wright: Organo.
- Nick Mason: Batteria.